# Barbie – A varázslatos pegazus kaland
A Barbie – A varázslatos pegazus kaland (eredeti cím: Barbie: A Touch of Magic) 2023-tól vetített amerikai–kanadai 3D-s számítógépes animációs kalandsorozat, amelyet Ann Austen alkotott.
Amerikában 2023. szeptember 14-én a Netflix, Kanadában 2023. szeptember 1-én a Treehouse TV, Magyarországon 2023. szeptember 7-én a Minimax mutatta be.

## Ismertető
A malibui Barbie és a brooklyni Barbie varázslatos kalandra indulnak, amikor találkoznak egy mágikus erővel rendelkező lóval - és szüksége van a segítségükre egy titokzatos küldetésben!

## Szereplők

### Főszereplők
| Szereplő                            | Eredeti hang         | Magyar hang     |
| ----------------------------------- | -------------------- | --------------- |
| Barbie "Malibu" Roberts             | America Young        | Vágó Bernadett  |
| Barbie "Brooklyn" Roberts           | Tatiana Varria       | Vágó Bernadett  |
| Lény                                | Alejandra Cazares    | Ágoston Katalin |
| Ken Carson                          | Ritesh Rajan         | Baráth István   |
| Skipper Roberts                     | Kirsten Day          | Laudon Andrea   |
| Stacie Roberts                      | Cassandra Morris     | Károlyi Lili    |
| Chelsea Roberts                     | Natalie Lashkari     | Pekár Adrienn   |
| George Roberts                      | Greg Chun            | Pál Tamás       |
| Margaret Roberts                    | Lisa Fuson           | Solecki Janka   |
| Poppy Reardon                       | Lisa Fuson           | Kiss Erika      |
| Trevelian Finknoddle "Trey" Reardon | Eamon Brennan        | Berkes Bence    |
| Peggy                               | Ariana Nicole George | Csonka Anikó    |

### Mellékszereplők
| Szereplő               | Eredeti hang      | Magyar hang    |
| ---------------------- | ----------------- | -------------- |
| Teresa                 | Cristina Milizia  | Kapu Hajni     |
| Simone Roberts         | Mela Lee          | Bozó Andrea    |
| Nicole "Nikki" Watkins | Desirae Whitfield | Tarr Judit     |
| Daisy                  | Emma Galvin       | Gulás Fanni    |
| Elvy                   | Dori Sacks        | Szabó Luca     |
| [Gliff-tanács elnöke   | Laila Berzins     | Czirják Csilla |

### Magyar változat
- Főcím: Endrédi-Gömöri Viktória
- Magyar szöveg: Kövesdiné Lám Zsuzsánna
- Hangmérnök és vágó: Zakar Sándor
- Gyártásvezető: Gémesi Krisztina
- Szinkronrendező: Derzsi Csilla

A szinkront a Direct Dub Studios készítette.

## Epizódok
| #   | #   | Eredeti cím                  | Magyar cím | Rendező                 | Író                   | Eredeti premier      | Magyar premier       |
| --- | --- | ---------------------------- | ---------- | ----------------------- | --------------------- | -------------------- | -------------------- |
| 1.  | 1.  | When Barbie met Peggy        |            | Larry Anderson          | Ann Austen            | 2023. szeptember 14. | 2023. szeptember 7.  |
| 2.  | 2.  | Finding Home                 |            | Dominic "Dom" MacKinnon | Ann Austen            | 2023. szeptember 14. | 2023. szeptember 8.  |
| 3.  | 3.  | Barbie, You Can Drive My Car |            | Dominic "Dom" MacKinnon | Margaret Dunlap       | 2023. szeptember 14. | 2023. szeptember 9.  |
| 4.  | 4.  | Ken One and Ken Two          |            | Larry Anderson          | Daniel Bryan Franklin | 2023. szeptember 14. | 2023. szeptember 10. |
| 5.  | 5.  | Peggy-napped                 |            | Larry Anderson          | Meg Favreau           | 2023. szeptember 14. | 2023. szeptember 11. |
| 6.  | 6.  | Skate to Me, Barbie          |            | Dominic "Dom" MacKinnon | Amber May             | 2023. szeptember 14. | 2023. szeptember 12. |
| 7.  | 7.  | There Might Be Dragons       |            | Larry Anderson          | Julia Hernandez       | 2023. szeptember 14. | 2023. szeptember 13. |
| 8.  | 8.  | A Real Page Turner           |            | Dominic "Dom" MacKinnon | Tamika Cosen          | 2023. szeptember 14. | 2023. szeptember 14. |
| 9.  | 9.  | A Selfie to Remember         |            | Larry Anderson          | Johnny Lazebnik       | 2023. szeptember 14. | 2023. szeptember 15. |
| 10. | 10. | Tiny Problems                |            | Dominic "Dom" MacKinnon | Lisa Steele           | 2023. szeptember 14. | 2023. szeptember 16. |
| 11. | 11. | Lizard Lift-Off              |            | Larry Anderson          | Kate Moran            | 2023. szeptember 14. | 2023. szeptember 17. |
| 12. | 12. | Careful What You Wish For    |            | Dominic "Dom" MacKinnon | Daniel Bryan Franklin | 2023. szeptember 14. | 2023. szeptember 18. |
| 13. | 13. | The Key                      |            | Dominic "Dom" MacKinnon | Ann Austen            | 2023. szeptember 14. | 2023. szeptember 19. |
| 14. | 14. | The Plays the Thing          |            |                         |                       |                      | 2024. március 1.     |
| 15. | 15. | Spelling Chelsea             |            |                         |                       |                      | 2024. március 2.     |
| 16. | 16. | Magic in the Museum          |            |                         |                       |                      | 2024. március 3.     |
| 17. | 17. | Hiding in Plain Sight        |            |                         |                       |                      | 2024. március 4.     |
| 18. | 18. | Secret Victory               |            |                         |                       |                      | 2024. március 5.     |
| 19. | 19. | A Friendly Wish              |            |                         |                       |                      | 2024. március 6.     |
| 20. | 20. | Return to Pacifica           |            |                         |                       |                      | 2024. március 7.     |
| 21. | 21. | Return to Pacifica           |            |                         |                       |                      | 2024. március 8.     |
| 22. | 22. | Baby Steps                   |            |                         |                       |                      | 2024. március 9.     |
| 23. | 23. | Runaway Rocki                |            |                         |                       |                      | 2024. március 10.    |
| 24. | 24. |                              |            |                         |                       |                      | 2024. március 11.    |
| 25. | 25. |                              |            |                         |                       |                      | 2024. március 12.    |
| 26. | 26. |                              |            |                         |                       |                      | 2024. március 13.    |

## A sorozat készítése
2023. február 16-án a Mattel bemutatott egy gyártási tervet a Google Drive-on keresztül, amely a Barbie című élőszereplős film után bemutatásra kerülő televíziós sorozatot ábrázolta. 2023. augusztus 24-én a Mattel további részleteket jelentett be a történettel, a kompozícióval, a megjelenési dátummal és a kommentárokkal kapcsolatban.